# Bart Hylkema
Bart Hylkema (* 30. Dezember 1989) ist ein niederländischer Autorennfahrer. Er ist ein Bruder des Rennfahrers Thomas Hylkema. Er trat 2011 in der britischen Formel-3-Meisterschaft an.

## Karriere
Hylkema begann seine Motorsportkarriere im Kartsport, in dem er bis 2007 aktiv war. 2008 stieg er in den Formelsport ein. Für Koiranen Bros. Motorsport startend wurde er Elfter der nordeuropäischen Formel Renault. 2009 wechselte Hylkema zu Motopark Academy und verbesserte sich in der nordeuropäischen Formel Renault auf den zehnten Platz in der Meisterschaft. Nachdem er 2009 bereits zwei Gaststarts im Formel Renault 2.0 Eurocup absolviert hatte, trat er 2010 in dieser Serie an und kehrte zu Koiranen Bros. Motorsport zurück. Während sein Teamkollege Kevin Korjus die Gesamtwertung gewann, wurde Hylkema als zweitbester Pilot seines Teams Sechster. Seine besten Platzierungen waren zwei dritte Plätze. Darüber hinaus absolvierte er zwei Rennwochenenden in der nordeuropäischen Formel Renault und wurde Sechster im ACNN Toyota Aygo Cup.
2011 wechselte Hylkema zu T-Sport in die britische Formel-3-Meisterschaft. Er trat die erste Saisonhälfte in der Rookie-Wertung an und gewann diese 11-mal bei 15 Einsätzen. In der zweiten Saisonhälfte startete er in der internationalen Klasse und belegte am Ende der Saison den 23. Gesamtrang. In der Rookie-Wertung wurde er Zweiter.

## Karrierestationen
| - 2008: Nordeuropäische Formel Renault (Platz 11) - 2009: Nordeuropäische Formel Renault (Platz 10) | - 2010: Formel Renault 2.0 Eurocup (Platz 6) - 2010: Nordeuropäische Formel Renault (Platz 18) | - 2010: ACNN Toyota Aygo Cup (Platz 6) - 2011: Britische Formel 3 (Platz 23) |